# Gradski muzej Virovitica
Gradski muzej Virovitica je opći muzej zavičajnoga tipa s lokalnim djelokrugom, tematski vezan uz povijest i prošlost grada i područja općine Virovitica.

## Povijest
Muzej je osnovan u rujnu 1953. godine. Ustanova je smještena u dvorac Pejačević izgrađen početkom 19. st. (1801. – 1804.). Početni muzejski fond prikupljan je poklonima, otkupom te terenskim prikupljanjem predmeta. Prva prezentacija skupljene građe bila je u svibnju 1954. godine ("I. muzejska izložba"). Prvi stalni postav pod nazivom „Kroz prošlost Virovitice” otvoren je za javnost 1968. godine u velikoj dvorani na prvom katu dvorca. Povodom obilježavanja 750 godina Virovitice godine 1984. otvoren je stalni muzejski postav arheološke, kulturno-povijesne, etnografske i likovne zbirke Branislava Glumca. Muzej predstavlja važan kulturno-znanstveni centar na području Virovitičko-podravske županije.

## Djelatnost
Djelatnost muzeja propisana je zakonskom legislativom vezanom uz muzeje. Muzej radi na sustavnom prikupljanju, čuvanju, restauriranju i konzerviranju, prezentaciji te trajnoj zaštiti muzejske građe s područja nadležnosti muzeja. Ustanova je zavičajni muzej mjesnoga karaktera.

## Građa
Građa Muzeja sadržajno je vezana uz lokalnu povijest Virovitice i širega virovitičkoga područja. Muzejski fond pokriva razdoblje od pretpovijesti do prvih desetljeća 20. stoljeća, a građa je razvrstana u četiri zbirke. Zbirke Gradskog muzeja Virovitice su:
- Arheološka zbirka,
- Etnografska zbirka,
- Kulturno-povijesna zbirka,
- Likovna zbirka

Muzej danas čuva oko 5000 predmeta, od toga broja je oko 880 izložaka izloženo u stalnom postavu. U Muzeju se provodi digitalizacija građe po konkretnim, materijalnim zbirkama izuzev Likovne zbirke Branislava Glumca.

## Usluge
Pružanje stručne pomoći iz područja djelatnosti muzeja, održavanje predavanja, stručno vodstvo, pružanje usluge informiranja vezano uz aktivnosti, organiziranje izložbi, objavljivanje stručnih publikacija.

## Vanjske poveznice
- Mrežne stranice Gradskog muzeja Virovitice  Arhivirana inačica izvorne stranice od 7. lipnja 2022. (Wayback Machine)
- Muzeji Hrvatske na internetu  Arhivirana inačica izvorne stranice od 24. rujna 2008. (Wayback Machine)

45°50′01″N 17°23′07″E / 45.8336050°N 17.3853993°E